# Juan Samaja
Juan Samaja (Catamarca, 30 de octubre de 1941 – Buenos Aires, 3 de febrero de 2007) fue un epistemólogo argentino, reconocido por sus contribuciones en las áreas de Filosofía de la Ciencia, Metodología de la Investigación, Semiótica y Ciencias Cognitivas. Además de sus contribuciones a la epistemología general de las ciencias, Samaja se ocupó también de problemáticas epistemológicas específicas en los campos de la salud y la psicología.

## Vida profesional
Samaja obtuvo los títulos de grado de Profesor de Filosofía y de Licenciado en Sociología en 1968 y 1973 respectivamente, ambos en la Facultad de Filosofía y Letras de la Universidad de Buenos Aires (UBA). En 1974 recibió el Diplomado en Salud Pública por la UBA, y en 1997 el de Doctor en Ciencias, otorgado por la Escuela Nacional de Salud Pública de la Fundación Osvaldo Cruz, Ministerio de Salud Pública de Brasil. Paralelamente, recibió numerosas distinciones y premios de instituciones académicas a nivel nacional e internacional.
Como docente, Fue profesor de grado y posgrado en distintas cátedras en varias universidades Argentinas y latinoamericanas. Principalmente, entre 1984 y 2007 tuvo a cargo la cátedra de Metodología de la Investigación Psicológica II en la Facultad de Psicología de la UBA; y entre 1986 y 1992 fue profesor titular de la cátedra de Epistemología General en la Facultad de Psicología de la Universidad Nacional de Mar del Plata. Entre los años 1976 y 1983, durante la última dictadura militar en Argentina, permaneció en el exilio y ejerció como profesor en la Facultad de Ciencias Médicas de la Universidad Autónoma de Honduras y en la Facultad de Ciencias Médicas de la Universidad Autónoma de Nicaragua.
Adicionalmente al trabajo docente desempeñó cargos directivos y de gestión académica. Entre los años 1973 y 1974 fue Decano Interventor de la Facultad de Humanidades de la Universidad Nacional de Mar del Plata, y fue el primer Director de la Secretaría de Investigaciones de la Facultad de Psicología de la UBA, cuando se reabrió la carrera luego de la dictadura militar.

## Pensamiento y obra
Samaja publicó ocho libros de investigación y otros numerosos capítulos de libros y artículos en revistas especializadas . Su obra más importante es Epistemología y Metodología (Elementos para una Teoría de la Investigación Científica), su primera edición data de 1993 y la segunda de 1994 –luego se hicieron múltiples reimpresiones, ya que por muchos años fue una de las obras más vendidas de la Editorial de la Universidad de Buenos Aires. En este libro se encuentra la expresión más sistemática y extensa de su epistemología general de las ciencias (o cómo él la llama, una "teoría del comportamiento científico"). Su concepción epistemológica arraiga en la tradición dialéctica hegeliana y materialista-histórica, conforme con la cual interpreta y analiza la función y la lógica de la investigación científica. Desde ella vincula la historia interna de la ciencia y el desarrollo del método de investigación con la historia externa, examinando los íntimos vínculos existentes entre ellas, dando cuenta de su lógica de desarrollo y sus condiciones de producción.  Esta obra es actualmente bibliografía obligatoria de muchos programas de formación de grado y posgrado en el área de epistemología en numerosas universidades de América Latina. Entre los autores que más influenciaron su pensamiento se encuentran Bateson, Hegel, Kant, Charles Sanders Peirce y Piaget. 
En Epistemología y Metodología, Samaja examina el proceso de investigación científica en sus múltiples dimensiones y determinaciones. A partir de una reinterpretación de la epistemología kantiana da cuenta de cómo las condiciones existentes en la estructura cognitiva del sujeto, condiciones de posibilidad del saber científico, se encuentran interdeterminadas por las estructuras éticas y políticas de su sociedad.
Samaja propone una concepción constructiva del dato científico. Vincula en torno a ella la praxis y la teoría, dando cuenta de los procesos lógico-inferenciales comprometidos en dicho proceso constructivo. Considera a la analogía y a la abducción como las inferencias involucradas en el proceso de descubrimiento y por lo tanto previas a los procesos inductivos y deductivos comprometidos en el contexto de justificación. En este punto, su utilización y defensa de la dialéctica hegeliana le permite proponer una explicación del movimiento conceptual interno en la construcción del dato, alcanzando una sistematización de su estructura bajo el modelo de matriz de datos. A partir de ello, amplía la teoría original de Galtung y propone una estructura cuatripartita del dato científico, introduciendo la categoría de "indicador". Samaja postula, así, que todos los datos de todas las investigaciones científicas de todas las disciplinas poseen una estructura invariante que se puede llamar "matriz de datos":

El movimiento dialéctico entre los estratos del discurso científico es el movimiento en el cual se construye lo que Kant llamó "la experiencia científica". Siendo así, la dialéctica de las matrices de datos constituyen, entonces, la textura y dinámica del "a priori de inteligibilidad" que preside al proceso de la ciencia.
1993

La centralidad que Samaja da a esta estructura dentro de su teoría del método científico y su resignificación a partir de la dialéctica hegeliana y la semiótica de Peirce es una de sus tesis más relevantes y originales, que concluye en dos definiciones:

"Proceso de investigación" es traducción del objeto de investigación a un sistema de matrices de datos y de un sistema de matrices de datos a la unidad de un modelo que reproduzca el comportamiento del objeto real (...) "Investigar científicamente" es construir sistemas de matrices; llenar matrices, procesar matrices e interpretar matrices de datos científicos.
1993

### Libros publicados
- 1988 - Dialéctica de la Investigación Científica. Editorial Helguero. Buenos Aires
- 1993 - Epistemología y Metodología (Elementos para una Teoría de la Investigación científica.) Editorial EUDEBA, Buenos Aires. Reediciones en 1994, 1995, 1996, 1997, 1998, 1999, 2002, 2005.
- 1994 - Introducción a la Epistemología Dialéctica. Ed. Lugar. Buenos Aires. Reedición en 1996
- 1996 - El Lado Oscuro de la Razón. Editorial: JVE. Buenos Aires. Reedición en 1998
- 1999 - Semiótica y Dialéctica (seguido de la Primera Versión de la Lógica de Hegel, en la Propedéutica Filosófica. Traducción de Juan Samaja de la versión francesa de Gandillac.) Editorial: JVE. Buenos Aires
- 2000 - Reprodução Social e a Saúde. Ed. ISC-UFBA. Salvador. Brasil (edición en portugués)
- 2004 - Epistemología de la Salud. Editorial Lugar. Buenos Aires. 2004
- 2004 - Proceso, Diseño y Proyecto. Cómo elaborar un proyecto sin confundirlo con el proceso ni con el diseño. Editorial JVE. Buenos Aires.